# Hönsfåglar
Hönsfåglar (Galliformes) är en ordning av fåglar. Hanen kallas tupp, honan höna och dunungen kyckling. Hönsfåglar kallas även höns, men detta förknippas främst i vardagligt tal med tamhöns.

## Utseende
Näbben är oftast kort med mer eller mindre nedböjd överkäke, vars kanter omsluter underkäken. Vingarna är huvudsakligen korta, avrundade och kupiga. Stjärten har en växlande längd med 12 till 20 pennor. Benen är i allmänhet starka och hela underbenet i de allra flesta fall befjädrat. Hönsfåglar har tre framtår och bakre tån är högre fäst än framtårna. Ibland saknas bakre tån. Klorna är starka, trubbiga, oftast kupade och vanligen korta. Huvudet bär oftast ett smycke, såsom hudflikar, kammar eller fjäderbuskar. Benbyggnaden är grov och de särskilda benen obetydligt luftförande.

## Beteende
Hönsfåglarna har i allmänhet tung flykt och uppehåller sig oftast på marken eller i träd. Många arter rör sig med stor snabbhet på marken och ibland tas även vingarna till hjälp när de springer. Många av arterna har kraftfulla läten, främst under parningstid. Det förekommer både polygami och monogami. Hönsfåglarna häckar på marken i ett enkelt bo och lägger ofta många ägg. Kycklingarna är borymmare, det vill säga väl utvecklade, när de kläcks och växer snabbt.
Hönsfåglarna lever av växtdelar, insekter och maskar och mjukas upp i krävan, innan den sväljs. Åtskilliga arter har tämjts och introducerats till de flesta delar av jorden.

## Taxonomi
Hönsfåglarna är närmast släkt med andfåglarna (Anseriformes). Tillsammans bildar de en systergrupp till alla andra nu levande fåglar utom ratiterna (strutsar, kivier och emuer med flera).

### Lista över nu levande familjer
- Storfotshöns (Megapodiidae)
- Trädhöns (Cracidae)
- Pärlhöns (Numididae)
- Tofsvaktlar (Odontophoridae)
- Fasanfåglar (Phasianidae)

Tidigare kategoriserades familjen springhöns (Turnicidae) till ordningen men idag förs den istället till Charadriiformes. Även arten hoatzin har tidigare placerats inom ordningen men förs idag till en egen ordning, liksom mesiterna i (Mesitornithidae). Kalkoner (Meleagris) respektive skogshöns (orrar, tjädrar, ripor, med flera) urskildes tidigare var för sig som egna familjer, men inkluderas numera i fasanfåglarna.

## Historia
De tidigaste arkeologiska fynden av domesticerade höns i världen har daterats till cirka 3200 år före Kristus. Tamhöns introducerades till Europa för cirka 3000 år sedan och till Skandinavien under järnåldern cirka 100 år före Kristus.